# Neófito de Bulgaria
Neófito de Bulgaria (en búlgaro: Неофит Български, romanizado: Neofit Bŭlgarski), nacido como Simeon Nikolov Dimitrov (en búlgaro: Симеон Николов Димитров; Sofía, 15 de octubre de 1945-Sofía, 13 de marzo de 2024), fue el patriarca de la Iglesia ortodoxa búlgara desde el 24 de febrero de 2013 hasta su muerte el 13 de marzo de 2024. Antes de su elección como patriarca ejerció metropolitano de Ruse.

## Biografía
El 3 de agosto de 1975, hizo los votos monásticos con el nombre de Neófito en una ceremonia presidida por el Patriarca Máximo de Bulgaria en el monasterio de Troyan. Al año siguiente, fue ordenado jerodiácono y hieromonje en la iglesia de Santa Nedelya en Sofía. A partir de 1975 fue director del coro eclesiástico de Sofía y en 1977 se convirtió en profesor de canto ortodoxo en la Academia Teológica de Sofía.
Neófito fue ordenado archimandrita (21 de noviembre de 1977) por el Patriarca Maxim en la Catedral de Santa Nedelya y obispo (1985) en la Catedral Patriarcal de San Alejandro Nevsky. Posteriormente fue nombrado rector de la Academia Teológica de Sofía (1989); y decano de la restaurada Facultad de Teología de la Universidad St. Kliment Ohridski (1991). Más tarde fue nombrado Secretario Principal del Santo Sínodo y Presidente del Patronato de la Iglesia de la Catedral de San Alejandro Nevsky; Metropolitano de Dorostol y Cherven (1994). Cuando el Quinto Consejo Nacional y Eclesiástico decidió dividir la diócesis de Dorostol-Cherven en la diócesis de Ruse y la diócesis de Dorostolski (2001), Neófito se convirtió en Metropolitano de Ruse.
En el consejo eclesiástico convocado para elegir un nuevo Patriarca el 24 de febrero de 2013, fue elegido Patriarca de la Iglesia Ortodoxa Búlgara con noventa votos, contra 47 del Metropolita Gabriel de Lovech.
El metropolita Noéfito falleció el 13 de marzo de 2024 en la Academia Médica Militar (VMA-Sofía), tras una larga enfermedad, como resultado de un fallo multiorgánico.